# Protoctenius bogatshevii
Protoctenius bogatshevii is een keversoort uit de familie bladsprietkevers (Scarabaeidae). De wetenschappelijke naam van de soort is voor het eerst geldig gepubliceerd in 1952 door Medevedev.